# Bruck am Ziller
Pour les articles homonymes, voir Bruck.
Bruck am Ziller est une commune autrichienne du district de Schwaz dans le Tyrol.